# Graham Avenue
Graham Avenue – stacja metra nowojorskiego, na linii L. Znajduje się w dzielnicy Brooklyn, w Nowym Jorku i zlokalizowana jest pomiędzy stacjami Lorimer Street i Grand Street. Została otwarta 21 września 1924.